# Minya Károly
Minya Károly (Kisvárda, 1963. június 10. –) magyar nyelvész, szókincskutató, a Nyíregyházi Főiskola tanára, szótáríró.

## Életpályája
1986-ban a Bessenyei György Tanárképző Főiskolán magyar–orosz szakos általános iskolai tanári diplomát, 1990-ben pedig a Debreceni Egyetemen magyar nyelv és irodalom szakos középiskolai tanári diplomát szerzett. PhD-fokozatot 2001-ben szerzett az Eötvös Loránd Tudományegyetem Bölcsészettudományi Karán, Summa cum laude eredménnyel.
Orosz nyelven felső-, finn nyelven középfokon beszél. 1989 óta a Bessenyei György Tanárképző Főiskola docense. A magyar nyelvtudomány történeti kérdéseivel nem foglalkozik.

## Részvétele a tudományos közéletben
- 1995 – a Magyar Nyelvtudományi Társaság tagja
- 1996 – Anyanyelvápolók Szövetségének elnökségi tagja
- 1998 – ELTE Mai Magyar Nyelvi Tanszéke mellett működő Stíluskutató Csoport tagja
- 1999 – Magyar Professzorok Világtanácsának tagja
- 2000 – a Magyar Nyelvstratégiai Kutatócsoport tagja

## Művei
- Tudomány és anyanyelv. A Magyar Professzorok Világtanácsának (MPV) az MTA Szabolcs-Szatmár-Bereg Megyei Tudományos Testületének közreműködésével megrendezett ankét előadásai. 1999; szerk. Minya Károly, Sikolya László; MTA Szabolcs-Szatmár-Bereg Megyei Tudományos Testület, Nyíregyháza 2001
- Nyelvművelek, tehát vagyok? 100 anyanyelvi egyperces; Ördögh János, Nyíregyháza, 2002 (Nyíri múzsa füzetek)
- Mai magyar nyelvújítás - Szókészletünk módosulása a neologizmusok tükrében a rendszerváltozástól az ezredfordulóig (2003), Tinta Könyvkiadó
- Rendszerváltás - normaváltás, a magyar nyelvművelés története, elvei és vitái 1989-től napjainkig (2005), Tinta Könyvkiadó
- Helyesírási versenyfeladatsorok és tollbamondásszövegek, 1-2.; Pannon-Literatúra, Kisújszállás, 2006
- Diákszótár: Idegen szavak kislexikona - általános iskola felső tagozatosainak (2007)
- Új szavak I. – Nyelvünk 1250 új szava értelmezésekkel és példamondatokkal (2007), Tinta Könyvkiadó
- Szöveggyűjtemény I. A magyartanári mesterképzésben részt vevő hallgatók részére; összeáll. Minya Károly; Bessenyei, Nyíregyháza, 2009
- Változó szókincsünk - A neologizmusok több szempontú vizsgálata (2011), Tinta Könyvkiadó
- Helyesírási tudáspróbatár. Helyesírási totók, feladatsorok megoldással, valamint tollbamondásszövegek általános és középiskolásoknak; Pannon-Literatúra, Kisújszállás, 2012
- Új szavak II. - Nyelvünk 800 új szava értelmezésekkel és példamondatokkal (2014), Tinta Könyvkiadó
- Balázs Géza–Minya Károly: Kettesnyelvünk. Száz anyanyelvi írás; Inter Kultúra-, Nyelv- és Médiakutató Központ Nonprofit Kft., Bp., 2014
- Nyelvi esszék. Válogatás a nyelvművelő esszéirodalomból és az Anyanyelvápolók Szövetsége 2016. évi pályamunkáiból; szerk. Balázs Géza, Minya Károly; Anyanyelvápolók Szövetsége–Inter Kft., Bp., 2016
- Multikulturalitás. Kultúraköziség a tudományban, művészetekben, médiában, mindennapokban; szerk. Balázs Géza, Minya Károly; Magyar Szemiotikai Társaság, Bp., 2017 (Magyar szemiotikai tanulmányok)
- Új szavak III. Nyelvünk 850 új szava értelmezésekkel és példamondatokkal (2019), Tinta Könyvkiadó